# Culex bukavuensis
Culex bukavuensis är en tvåvingeart som beskrevs av Wolfs 1947. Culex bukavuensis ingår i släktet Culex och familjen stickmyggor. Inga underarter finns listade i Catalogue of Life.